# Неаполитанский соус
Неаполитанский соус (англ. Neapolitan sauce), (итал. Salsa alla napoletana или Salsa napoletana), также называемый соусом Наполи (Napoli sauce) или соусом Наполетана (Napoletana sauce) — является собирательным названием, данным за пределами Италии различным соусам итальянской кухни на основе томатов, которые часто подают с макаронами.
В Неаполе неаполитанский соус называют просто la salsa, что буквально переводится как соус. В его состав могут входить базилик, лавровый лист, тимьян, орегано, перец, гвоздика, оливки и грибы. Некоторые варианты включают морковь и сельдерей. За пределами Италии основным соусом является вегетарианский, хотя можно добавлять мясо, например, говяжий фарш или колбасу. Вместе с тем, в Италии блюдо с томатно-мясным соусом существует под названием неаполитанское рагу.

## Происхождение
Многие итальянцы не знают, что такое неаполитанский соус, особенно в связи с некоторыми названиями рецептов, такими как, например, «спагетти наполитана». По всей видимости, этот соус является наследием эмиграции миллионов итальянцев с юга, в конце XIX и начале XX века.
Первая итальянская поваренная книга, включающая томатный соус Lo Scalco alla Moderna, была написана итальянским шеф-поваром Антонио Латини и опубликована в двух томах в 1692 и 1694 годах. Латини служил распорядителем у первого министра испанского вице-короля Неаполя.

## Приготовление
Лук и чеснок обжаривают на растительном масле, добавляют томаты, свежие или консервированные, часто используют и томатную пасту. Также специи, соль и сахар по желанию, и готовят, пока соус не загустеет.